# Lin Sin-rong
Lin Sin-rong (chinesisch 林欣蓉; * 3. Juli 1998) ist eine taiwanische Rennrodlerin.
Lin Sin-rong lebt in Neu-Taipeh und studiert an der National Taipei University of Education.

## Sportliche Karriere

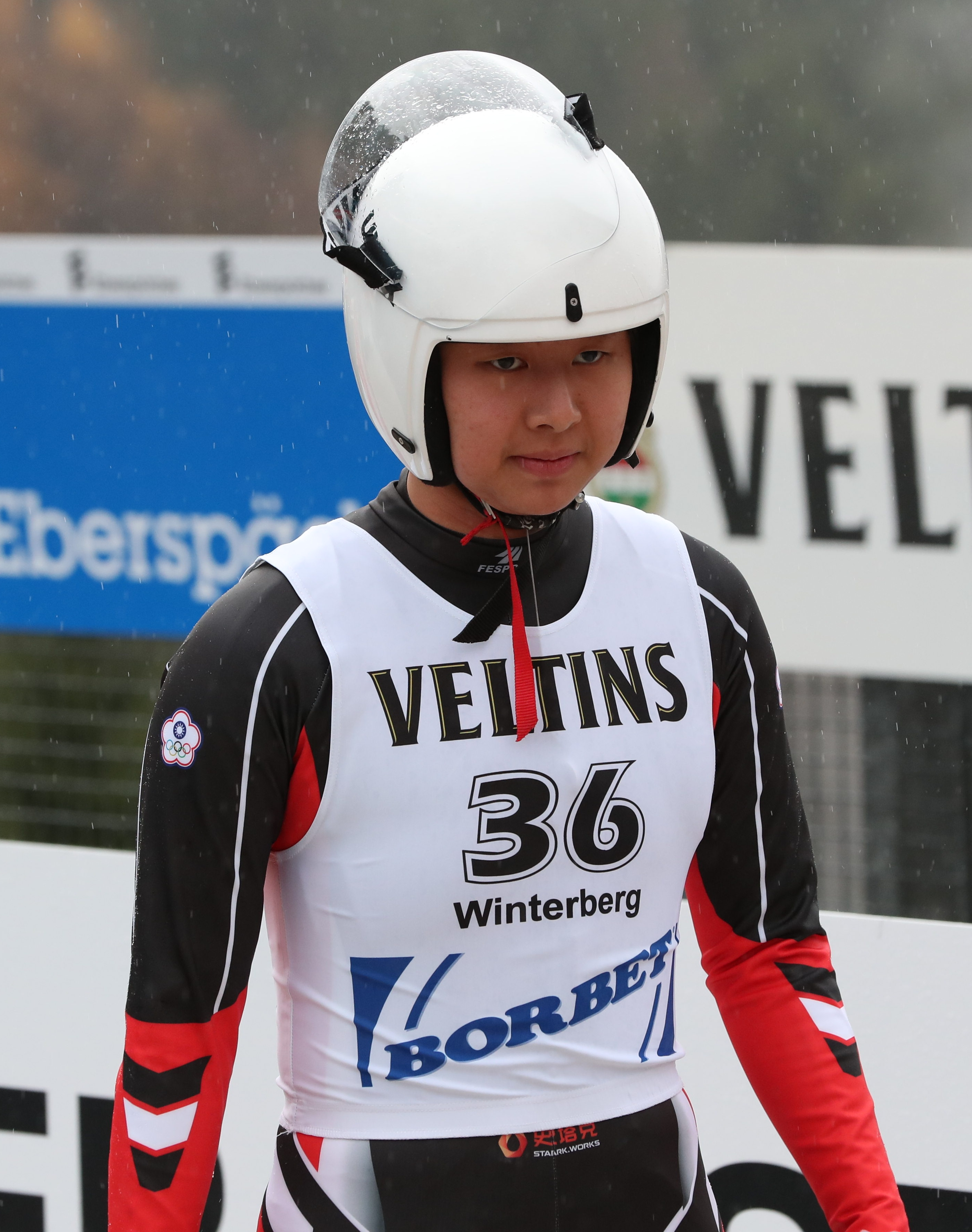
Lin beim Nationencup-Rennen im November 2017 in Winterberg

Lin gab ihr internationales Debüt in der Saison 2016/17 beim vorolympischen Rennen in Pyeongchang. Als 31. des Nationencup-Rennens verpasste sie das eigentliche Weltcup-Rennen deutlich. Es blieb in der Saison bei dem einen Saisoneinsatz, mit dem sie in der Gesamtwertung des Nationencups zehn Punkte gewann, in der des Weltcups einen Punkt. 2017/18 kam sie zu deutlich mehr Einsätzen. An insgesamt fünf Weltcup-Wochenenden versuchte sie einerseits sich über die Nationencup-Rennen für den Weltcup, als auch andererseits für die Olympischen Winterspiele 2018 zu qualifizieren. In Igls verpasste sie zum Saisonauftakt als 49. deutlich das Hauptrennen, ebenso als 37. in Winterberg. Weitaus näher kam sie der Qualifikation bei den drei weiteren Versuchen als 28. in Lake Placid, 25. in Oberhof und 26. in Lillehammer. Dennoch verpasste sie auch in dieser Saison eine erste Qualifikation für ein Weltcup-Rennen. Mit 49 Punkten war sie 42. der Gesamtwertung des Nationencups, mit elf Punkten 50. der des Weltcups. Die direkte Qualifikation für die Olympischen Spiele gelang auch nicht. Es gab 30 Quotenplätze für Frauen, Taiwan lag auf dem 37. Platz. Dennoch wurden mehrere Plätze frei, weil zwei russische Athletinnen nicht antreten durften und auch ein Schweizer Quotenplatz nicht besetzt wurde. Da auch andere nachrückende Nationen ihre Chance auf einen weiteren Startplatz ausschlugen hätte Lin nominiert werden können, worauf der taiwanesische Verband jedoch ebenfalls ansah. Somit erhielt das noch zwei Plätze schwächer platzierte Argentinien den Startplatz, den Verónica María Ravenna besetzte.

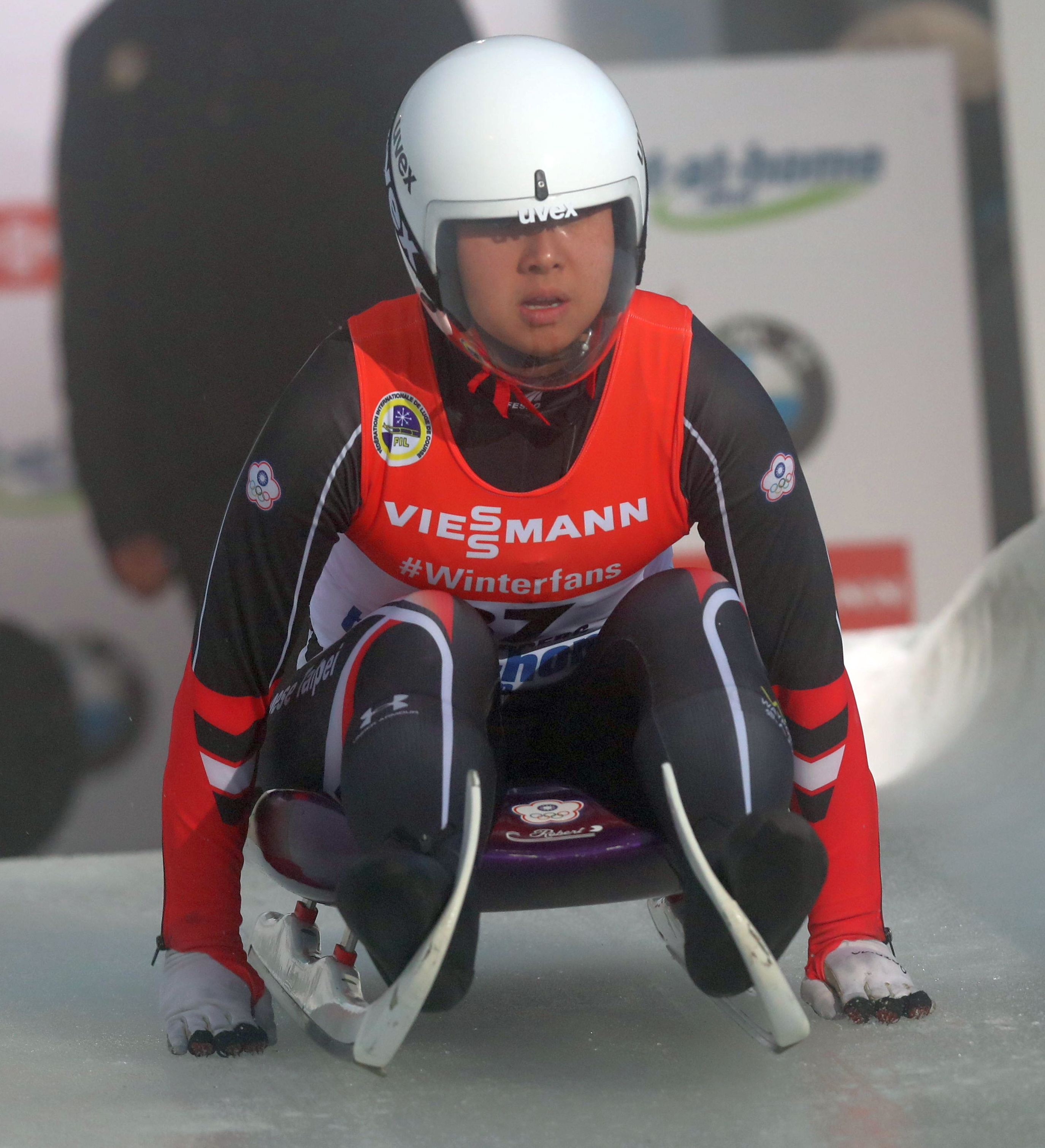
Lin am Start bei den Weltmeisterschaften 2019

Dennoch kehrte Lin 2018/19 in den Weltcup zurück. Gleich zum traditionellen Saisonauftakt verpasste sie erneut als 38. des Nationencups deutlich das Weltcup-Rennen. Erst nach dem Jahreswechsel kam sie im Rahmen der Weltmeisterschaften 2019 in Winterberg zu einem weiteren Einsatz und wurde im Rennen der Frauen 32. Danach folgte in Sigulda ihr zweiter Saison-Einsatz im Weltcup. In Lettland schaffte sie es als 15. des Nationencup-Rennens erstmals ins Hauptrennen. Dort belegte sie den 25. Platz. Auch im folgenden Rennen Altenberg schaffte sie wiederum als 15. des Nationencup-Rennens den Sprung in das Weltcup-Rennen, stürzte in diesem jedoch und kam nicht ins Ziel. Danach kam sie nur noch in Oberhof zu einem vierten Saison-Einsatz, verpasste nun als 18. aber wieder das Hauptrennen. Es war dennoch Lins bislang beste Saison. Mit 41 Punkten belegte sie in der Gesamtwertung des Weltcups den 40., mit 78 Punkten in der des Nationencups den 35. Rang. Danach folgte bislang nur noch ein weiteres Rennen zum Auftakt der Saison 2019/20 in Igls, wo sie als 31. jedoch das Weltcuprennen wieder verpasste. In der Gesamtwertung des Weltcups wurde sie mit einem Punkt 57., in der des Nationencup mit zehn Punkten 58.

## Platzierungen in Gesamtwertungen
| Saison  | Weltcup | WC-Punkte | Sprintweltcup | Nationencup | NC-Punkte |
| ------- | ------- | --------- | ------------- | ----------- | --------- |
| 2016/17 | 54.     | 01        | 0–            | 55.         | 10        |
| 2017/18 | 50.     | 11        | 0–            | 42.         | 49        |
| 2018/19 | 40.     | 41        | 0–            | 35.         | 78        |
| 2019/20 | 57.     | 01        | 0–            | 58.         | 10        |